# Neoblattella nodipennis
Neoblattella nodipennis är en kackerlacksart som beskrevs av Morgan Hebard 1926. Neoblattella nodipennis ingår i släktet Neoblattella och familjen småkackerlackor. Inga underarter finns listade i Catalogue of Life.